# Бадени, Владислав
Владислав Станислав Феликс Бадени (пол. Władysław Badeni; 19 мая 1819 года, Бориничи близ Бобрки — 10 июня 1888 года, Бад-Глайхенберг) — польский граф, галицийский политический деятель, депутат Национального парламента, член Рейхсрата Австро-Венгрии, австрийский камергер в 1847 году.

## Биография
Родился 19 мая 1849 года в Бороничах близ Бобрки. Сын кравчего коронного графа Казимира Станислава Франтишека Бадени (1792—1854) и Фелиции Уфиниарской (1798—1826).
Он окончил юридический факультет. В 1839—1844 годах работал на административной службе в Перемышле и Львове. В 1844—1861 годах член Галицкого государства, совладелец Бориничей, Дрогобыча под Бобркой, а после смерти отца также Сурохува и Конячева под Ярославом. Сторонник освобождения крестьян, в 1847 году подписал по этому вопросупетиция в Вену. В 1866—1888 годах он был депутатом национального парламента от Ярославского избирательного округа. В Сейме он был избран сначала депутатом, а затем членом Национального департамента. В 1870 году он был избран членом Рейхсрата Австро-Венгрии от Дрогобычского, Ярославского, Перемышльского и Самборского поветовв. В 1872 году он оставил свой мандат.
29 июля 1870 года он получил командорство папского ордена Святого Григория Великого.
Работал в дорожной комиссии. Он участвовал в строительстве дорожной сети, в том числе в Ярославском районе, ведущей к железнодорожным линиям имени Кароля Людвига. Особая заслуга в восстановлении приходской церкви Корпус-Кристи, сгоревшей в 1862 году. 8 июня 1863 года он получил почётное гражданство Ярослава. В 1867—1873 годах предводитель первой выборной поветской думы в Ярославе (член поветовой думы в 1867—1875 годах). Умер 10 июня 1888 года в Бад-Глайхенберге, похоронен в Буске, в районе Камёнка Струмилова.

## Семья
6 июля 1844 года во Львове женился на графине Сесилии Миер (11 августа 1825 — 25 февраля 1897), дочери графа Феликса Миера (1778—1857) и Ангешки Миер (1760—1835). У супругов было трое детей:
- Казимир Феликс Бадени (14 октября 1846 — 9 июля 1909), 14-й Министр-президент Цислейтании (1895—1897). Женат с 1871 года на Марии Аполонии Констанции Скшиньской (1850—1937)
- Ядвига Бадени (1850 — 13 октября 1886), муж — граф Станислав Стадницкий (1836—1911)
- Станислав Марцин Бадени (9 августа 1850 — 12 октября 1912), маршал (спикер) Галицкого краевого сейма (1896—1901, 1903—1912). Женат с 1874 года на графине Сесилии Миер (1856—1946).